# Marina Vega
Marina Vega de la Iglesia (Castro-Urdiales, Cantabria, 21 de marzo de 1923 - Madrid, 11 de junio de 2011) fue una espía, luchadora antifranquista y cazanazis española. Fue la única mujer en la red española al servicio de la Resistencia francesa. Entró en la red española de las Fuerzas Francesas Libres, al servicio de Charles de Gaulle, con solo 17 años. Trabajó para la Resistencia francesa, primero desde España contra el dictador Francisco Franco, y después en Francia.

## Biografía

### Antecedentes familiares
Nacida en Castro-Urdiales, creció en Torrelavega en el seno de una familia acomodada de tradición republicana. Su padre, director de prisiones con la República, fue condenado a 16 años de cárcel por «un delito consumado de masonería», según consta en su expediente, y enviado a un penal de El Puerto de Santa María (Cádiz). Su madre fue empleada del Gobierno de la República, y tenía que vivir escondida para no ser represaliada. Por la situación en la que se encontraba su madre ella, fue enviada a Francia con unos amigos de la familia con la intención de protegerla.

### La Resistencia francesa
Vivía en París cuando estalló la Segunda Guerra Mundial. La familia que la acogió decidió marcharse a México. Marina, aún sin tener noticias de sus padres tomó la decisión de regresar a España. Al llegar a Madrid los localizó. El estado familiar le provocó una depresión y se fue a León con unos amigos de la familia. Allí conocería a un joven que estaba relacionado con el servicio diplomático francés. Al prohibir Franco la Embajada de Francia, el servicio secreto de este país se instaló en la delegación inglesa. Marina llegó justo cuando ellos buscaban una mujer española no fichada y que pudiera moverse con libertad por el país y fue admitida.
Tras esto, haría múltiples viajes a la frontera franco-española. Introducía gente en España, llevaba y traía documentos y dinero. En la red de apoyo, había desde sastres para vestir a los que cruzaban la frontera hasta falsificadores de documentos. Un día fueron descubiertos por la Segunda Bis, el contraespionaje español. Entonces tuvo que huir a Francia. Allí siguió haciendo trabajos de información hasta que terminó la Segunda Guerra Mundial.
También ayudó a personas a huir de la persecución alemana. "Entre 1942 y 1944 hacía dos viajes por semana a Francia. No sé a cuánta gente pude haberme traído. Deduzco que serían judíos franceses que huían de los nazis. También algún inglés".

### Cazanazis
Con el fin de la Segunda Guerra Mundial empezó la limpieza de nazis en Francia y el resto de Europa. Fue desmovilizada en 1945 pasando a ser soldado sin uniforme. Su trabajo entonces pasó a ser buscar alemanes nazis y colaboracionistas para juzgarles. Esto provocó una desbandada de ellos a España.
Se instaló definitivamente en España en 1950, al dar por terminados sus servicios y porque su madre seguía en España. Según ella, a sus 84 años, se considera "masona, republicana, roja, y a mucha honra". En la actualidad (2023), está enterrada en Madrid desde hace varios años.

## Reconocimientos
Fue condecorada por el Parlamento Europeo por defender la libertad.